# 경민황귀비
경민황귀비 (敬敏皇貴妃, 17세기 ~ 1699년) 해성우장 장가씨 (원래는 장아씨)는 원래 양황기 포의 제2참령 제2좌령하인이었다가, 양황기 만주 제5참령 제14좌령하인이 되었다. 생부는 석색, 양부는 2등시위 겸 양황기 정5품 참령 해관이고, 강희제의 황귀비이다. 경민황귀비의 금관은 경릉지궁, 즉 강희제의 주릉으로 청나라 황귀비가 황제릉을 부장한 선례를 남겼다.

## 생애
출생년도는 분명하지 않고, 언제 입궁했는지도 불분명하다. 강희 25년 (1686년) 10월 1일, 진시에 장가씨가 황13남 윤상을 낳았다. 강희 26년 11월 27일 축시, 황13녀 화석온각공주를 낳았다. 강희 28년, 내무부는 새로 봉해진 두사람의 후궁의 주위를 위해 내관령, 즉 장가씨와 황8자 윤사의 생모인 위씨를 파견하였다. 강희제의 후궁에서 그 후궁은 정식 책봉이 아닌 비빈으로 대접을 받았다. 강희 30년 1월 6일, 인시에 장가씨는 황15녀 화석돈각공주를 낳았다.
강희 38년 7월 25일, 장가씨가 북해 오룡정에서 사망하고, 7월 무술일, 강희제 유례부 "비 장아씨, 성격은 온화하고, 극히 내부 규칙을 잘 지키고, 궁중을 오래 모시고 경신을 베풀었다가 지금은 급사하여 깊은 조의를 표하고 민비라 칭한다. 예의를 갖추고라." 라고 했다. 그 해 9월 황3자 윤지가 민비의 상을 지키지 않아 패륵으로 강등되었다.
『능침역지』에는 민비가 강희 38년 10월에 봉안되었다고 기록되어 있는데, 장가씨가 제릉의 유리화문 안에 임시로 배치되었으며, 이유는 알 수 없으나, 옹정제가 옹정 원년 1월 26일에 유례부의 유지를 전한 강희제  「능침 유리화문 안과 보성 가까이에 유지를 내려놓아 보성에 입성한 적이 있다. 
옹정 원년 1월 26일, 옹정제가 유례부에 황고황귀비로 추서하고, 곧 이친왕 윤상의 외가를 포의에서 기인으로 기적을 바꿔주었고, 6월 20일 장가씨의 시호를 경민황귀비로 정하고 추서에 필요한 견책과 효릉을 제작하였다.

## 경민황귀비가 나온 영상매체
| 년도 | 제목     | 배우          |
| ---- | -------- | ------------- |
| 2013 | 궁쇄침향 | 황성의        |
| 2013 | 아위궁광 | 양룽 / 손요기 |